# Enicospilus unicallosus
Enicospilus unicallosus är en stekelart som först beskrevs av Vollenhoven 1878.  Enicospilus unicallosus ingår i släktet Enicospilus och familjen brokparasitsteklar. Inga underarter finns listade i Catalogue of Life.